# Хмель, Роман Валентинович
Рома́н Валенти́нович Хмель (22 декабря 1969) — советский и украинский футболист, играл на позиции нападающего.

## Биография

### Клубная карьера
Роман Хмель начинал свою футбольную карьеру в составе любительского футбольного клуба «Темп» из города Корсунь-Шевченковский. Затем выступал за любительские команды «Интеграл» из Винницы и «Химик» из Сум. Дебютировал в профессиональном футболе в 1991 году в составе сумского «Автомобилиста» в рамках Второй лиги СССР. В 1992 году Хмель продолжил свои выступления за этот клуб уже в Первой лиге Украины. В первой половине сезона 1992/1993 футболист играл за ужгородское «Закарпатье», а вторую половину выступал за клуб «Рось» из Белой Церкви, после чего на полгода вновь вернулся в ужгородский клуб. В начале 1994 года Хмель ненадолго выступал в Белоруссии за местный клуб «Ведрич» в Высшей лиге. В 1994 году игрок сыграл один матч в Высшей украинской лиге за ровенский «Верес», а позже продолжил выступления в первой лиге за александрийскую «Полиграфтехнику». В 1995 году перешел в состав другого клуба высшей лиги — луцкой «Волыни», однако за клуб сыграл только 2 матча и покинул клуб, решив попробовать свои силы в израильском «Маккаби» из Яффы. За новый клуб Хмель играл в течение полутора лет, после чего присоединился к екатеринбургскому «Уралмашу», а затем к ногинскому «Автомобилисту». Далее два года футболист играл за клуб Высшей лиги Узбекистана «Андижан» из одноименного города. По возвращении на Украину Роман непродолжительное время выступал за житомирское «Полесье» и любительские команды «ГПЗ Варва», «Нежин» и херсонский «Укрречфлот». В 2004 году завершил футбольную карьеру..